# Saint-Julien-de-Cassagnas
Saint-Julien-de-Cassagnas település Franciaországban, Gard megyében. Lakosainak száma 730 fő (2022. január 1.). Saint-Julien-de-Cassagnas Allègre-les-Fumades, Les Mages, Potelières és Rousson községekkel határos.

## Népesség
A település népessége az elmúlt években az alábbi módon változott:
| Lakosok száma | 365  | 374  | 503  | 594  | 649  | 670  | 698  | 721  | 727  | 730  |
|               | 1968 | 1982 | 1990 | 2006 | 2013 | 2015 | 2017 | 2019 | 2020 | 2022 |